# Tragedia na Estadio Nacional
Tragedia na Estadio Nacional, znana również jako tragedia w Limie lub rzeź w Limie – nazwa wydarzeń, które miały miejsce 24 maja 1964 roku na Stadionie Narodowym w Limie podczas meczu młodzieżowych reprezentacji Peru i Argentyny, rozegranego w ramach kwalifikacji do olimpijskiego turnieju piłki nożnej w Tokio. 
Urugwajski sędzia Ángel Eduardo Pazos nie uznał wtedy bramki wyrównującej dla Peruwiańczyków. Oburzeni kibice wtargnęli więc na murawę, doszło także do starć z policją. Jest to jak dotąd największa tragedia w historii piłki nożnej.

## Tło
24 maja 1964 roku drużyna Peru gościła Argentynę na Estadio Nacional w stolicy kraju, Limie. Mecz rundy kwalifikacyjnej do turnieju piłkarskiego, który odbył się w ramach igrzysk olimpijskich w Tokio był postrzegany jako kluczowy dla Peru, zajmującego wówczas drugie miejsce w tabeli strefy CONMEBOL. W ostatnim meczu Peruwiańczycy mieli zmierzyć się z Brazylią. Mecz przyciągnął na stadion 53 000 widzów. 

## Przebieg wydarzeń
Od 60 minuty meczu po bramce Manfrediego Argentyna prowadziła 1:0. W 85 minucie (na pięć minut przed końcem) Peru wyrównało, lecz sędziujący to spotkanie Urugwajczyk Ángel Eduardo Pazos nie uznał gola. Ta decyzja rozjuszyła kibiców gospodarzy i spowodowała ich wtargnięcie na boisko. Mecz ostatecznie odwołano, a peruwiańska policja użyła gazu łzawiącego. Miało to uniemożliwić kolejnym kibicom wbiegnięcie na plac gry. Spowodowało to jednak masową panikę.   

## Następstwa
Oficjalna statystyka zmarłych w wyniku tragedii waha się między 328 a 350 osób, dane mogą być jednak niedoszacowane. Nawet taka liczba jest jednak wyższa niż ostateczny bilans ofiar tragedii na Hillsborough, tragedii na Heysel czy tragedii na Ibrox Park z 1902 roku. W następstwie tej katastrofy rząd ogłosił siedmiodniową żałobę narodową, flagi narodowe opuszczono do połowy masztów. Podjęto decyzję o zmniejszeniu pojemności stadionu z 53 000 do 42 000 miejsc, choć później została ona zwiększona do 47 000 z uwagi na rozgrywki o Copa América w 2004 roku. 